# Coespeletia
Genre
Classification APG III (2009)
Coespeletia est un genre de plantes à fleurs de la famille des Asteraceae, dont les espèces sont endémiques du Venezuela.

## Espèces
- Coespeletia elongata (A.C.Sm.) Cuatrec.
- Coespeletia marcana (Cuatrec.) Cuatrec.
- Coespeletia moritziana (Sch.Bip. ex Wedd.) Cuatrec.
- Coespeletia palustris M.Diazgranados & G.Morillo
- Coespeletia spicata (Sch.Bip. ex Wedd.) Cuatrec.
- Coespeletia thyrsiformis (A.C.Sm.) Cuatrec.
- Coespeletia timotensis (Cuatrec.) Cuatrec.